# Ignacio Cechi
Ignacio Cechi (Guernica, 26 luglio 2001) è un calciatore argentino, centrocampista del Leones del Norte.

## Caratteristiche tecniche
È un centrocampista versatile che può agire da interno o trequartista.

## Carriera
Cresciuto nel settore giovanile del Lanús, il 1º settembre 2020 firma il suo primo contratto professionistico e nel dicembre seguente viene promosso in prima squadra dal tecnico Luis Zubeldía. Il 3 gennaio 2021 fa il suo esordio fra i professionisti giocando l'incontro di Copa Diego Armando Maradona pareggiato 1-1 contro il Patronato.

## Statistiche

### Presenze e reti nei club
Statistiche aggiornate al 21 maggio 2021.
| Stagione        | Squadra         | Campionato      | Campionato | Campionato | Coppe nazionali | Coppe nazionali | Coppe nazionali | Coppe continentali | Coppe continentali | Coppe continentali | Altre coppe | Altre coppe | Altre coppe | Totale | Totale |
| Stagione        | Squadra         | Comp            | Pres       | Reti       | Comp            | Pres            | Reti            | Comp               | Pres               | Reti               | Comp        | Pres        | Reti        | Pres   | Reti   |
| --------------- | --------------- | --------------- | ---------- | ---------- | --------------- | --------------- | --------------- | ------------------ | ------------------ | ------------------ | ----------- | ----------- | ----------- | ------ | ------ |
| 2020            | Lanús           |                 | -          | -          | CdL             | 1               | 0               |                    | -                  | -                  |             | -           | -           | 1      | 0      |
| 2021            | Lanús           |                 | -          | -          | CA+CdL          | 0+1             | 0               | CS                 | 3                  | 0                  |             | -           | -           | 4      | 0      |
| Totale carriera | Totale carriera | Totale carriera | 0          | 0          |                 | 2               | 0               |                    | 3                  | 0                  |             | -           | -           | 5      | 0      |